# Marie-Castille Mention-Schaar

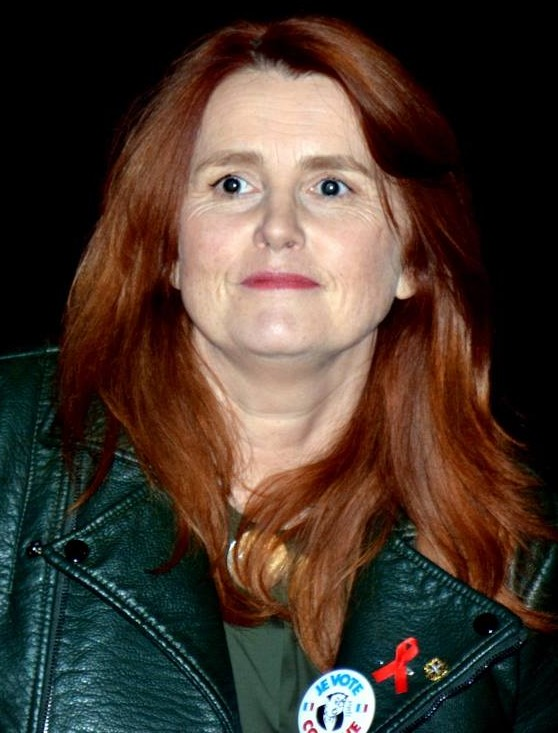
Marie-Castille Mention-Schaar, 2016

Marie-Castille Mention-Schaar (* 26. Januar 1963) ist eine französische Regisseurin, Filmproduzentin, Drehbuchautorin und ehemalige Journalistin. Sie war unter anderem Co-Autorin und Regisseurin von Der Himmel wird warten (2016), einem Spielfilm zum Thema islamistische Radikalisierung.

## Leben
Nach ihrem Journalismusstudium ging Mention-Schaar nach Los Angeles, wo sie als Journalistin für den Hollywood Reporter arbeitete. Im Rahmen dieser Tätigkeit lernte sie Produzenten und Drehbuchautoren bei Interviews kennen. Anschließend wurde sie in Los Angeles Beraterin für verschiedene französische Produzenten.
Nachdem sie zwölf Jahre lang in den USA gelebt hatte, kehrte Mention-Schaar nach Frankreich zurück und begann 1996 in der Filmindustrie als Produktionsassistentin für den Film Golden Boy.
Im Jahr 2003 war sie zusammen mit Pierre Kubel Produzentin von Monsieur N. unter der Regie von Antoine de Caunes. 2004 gründete sie zusammen mit Frédéric Bourboulon und Pierre Kubel die Produktionsfirma Vendredi Films und später, zusammen mit Pierre Kubel, Loma Nasha Films. Sie schrieb gemeinsam mit Lucien Jean-Baptiste die erfolgreiche Komödie Triff die Elisabeths!. Im Jahr 2012 drehte sie ihren ersten Film. Sie ließ sich von ihrer ersten großen Liebesgeschichte inspirieren und schrieb den Film Ma première fois als eine Hommage an den verstorbenen Vater ihrer Tochter. 2016 drehte sie Der Himmel wird warten über die Rekrutierung junger Frauen durch Islamisten. 2019 führte sie Regie bei A Good Man, einem Film über die Geschichte eines Transmannes, der ein Baby austragen wird. Der Film wurde für Cannes 2020 ausgewählt. 2023 drehte sie Divertimento – Ein Orchester für alle, einen Film über die französische Dirigentin Zahia Ziouani.
Im Jahr 2024 wurde Mention-Schaar beim 77. Filmfestival von Cannes als Jurymitglied des Kurzfilmwettbewerbs und der Sektion La Cinéf bestimmt.

## Filmografie
Regisseurin
- 2012: Meine erste Liebe (Ma première fois)
- 2012: Willkommen in der Bretagne (Bowling)
- 2014: Die Schüler der Madame Anne (Les héritiers)
- 2016: Der Himmel wird warten (Le ciel attendra)
- 2018: La Fête des mères
- 2020: Good Man
- 2021: H24 (TV-Serie), Folge 9, 15h – Gloss
- 2023: Divertimento – Ein Orchester für alle (Divertimento)

Drehbuchautorin
- 2009: Triff die Elisabeths! (La première étoile) (mit Lucien Jean-Baptiste)
- 2012: Meine erste Liebe (Ma première fois)
- 2012: Willkommen in der Bretagne (Bowling)
- 2014: Die Schüler der Madame Anne (Les héritiers)
- 2016: Der Himmel wird warten (Le ciel attendra)
- 2017: La Deuxième Étoile (mit Lucien Jean-Baptiste)
- 2018: La Fête des mères
- 2020: A Good Man

Produzentin
- 2003: Monsieur N. – Regie: Antoine de Caunes
- 2005: Tu vas rire, mais je te quitte – Regie: Philippe Harel
- 2005: Zim and Co. – Regie: Pierre Jolivet
- 2005: Emmenez-moi  – Regie: Edmond Bensimon
- 2005: Wah-Wah – Regie: Richard E. Grant
- 2006: Wir verstehen uns wunderbar (Désaccord parfait) – Regie: Antoine de Caunes
- 2007: Kann das Liebe sein? (Je crois que je l’aime)  – Regie: Pierre Jolivet
- 2009: Triff die Elisabeths! (La première étoile) – Regie: Lucien Jean-Baptiste
- 2010: Le Caméléon  – Regie: Jean-Paul Salomé
- 2012: Meine erste Liebe (Ma première fois)
- 2012: Willkommen in der Bretagne (Bowling)
- 2014: Die Schüler der Madame Anne (Les héritiers)
- 2016: Der Himmel wird warten (Le ciel attendra)
- 2017: Coby  – Regie: Christian Sonderegger
- 2017: La Deuxième Étoile  – Regie: Lucien Jean-Baptiste
- 2018: Le Rire de ma mère – Regie: Colombe Savignac und Pascal Ralite
- 2018: La Fête des mères
- 2020: A Good Man
- 2021: Cigare au miel – Regie: Kamir Aïnouz

## Preise und Auszeichnungen
Verdienstorden
- Ritter des französischen Verdienstordens Ordre national du Mérite[11]

Preise und Nominierungen
- 2010: César-Nominierung, Bestes Erstlingswerk, für Triff die Elisabeths![12]
- 2015: Joe Pollack and Joe Williams Award, bester Spielfilm für Die Schüler der Madame Anne beim St. Louis International Film Festival.
- 2015: Preis des Conseil représentatif des institutions juives de France für Die Schüler der Madame Anne (überreicht von Roger Cukierman)[13]
- 2015: Nominierung für Open Eyes für beim Internationalen Nürnberger Filmfestival der Menschenrechte (Nuremberg International Human Rights Film Festival NIHRFF) für Die Schüler der Madame Anne[14]
- 2016: Nominierung für den Variety Piazza Grande Award beim Locarno Film Festival für Der Himmel wird warten
- 2017: Hauptpreis beim 8. kirchlichen Filmfestival Recklinghausen für Der Himmel wird warten[15]
- 2017: Nominierung für den Prix Lumière/Bestes Drehbuch für Der Himmel wird warten[16]
- 2020: Internationale Filmfestspiele von Cannes 2020, offizielle Selektion für A Good Man[17]
- 2023: Bernhard-Wicki-Preis des Internationalen Filmfestes Emden-Norderney für Divertimento – Ein Orchester für alle[18]